# Falsuri (Quillacollo)
Falsuri ist eine Ortschaft im Departamento Cochabamba im südamerikanischen Andenstaat Bolivien.

## Lage im Nahraum
Falsuri ist der sechstgrößte Ort des Kanton Vinto im Municipio Vinto in der Provinz Quillacollo. Falsuri liegt auf einer Höhe von 2755 m am rechten westlichen Ufer des Río Chocaya, der von den Hängen der Kordillere von Cochabamba in den Talkessel von Cochabamba fließt und zehn Kilometer weiter südlich in den Río Rocha fließt, den Hauptquellfluss des bolivianischen Río Grande.

## Geographie
Falsuri liegt im Übergangsbereich zwischen der Anden-Gebirgskette der Cordillera Central und dem bolivianischen Tiefland.
Die mittlere Durchschnittstemperatur der Region liegt bei etwa 18 °C (siehe Klimadiagramm Cochabamba) und schwankt nur unwesentlich zwischen 14 °C im Juni/Juli und 20 °C im Oktober/November. Der Jahresniederschlag beträgt nur rund 450 mm, bei einer ausgeprägten Trockenzeit von Mai bis September mit Monatsniederschlägen unter 10 mm und einer Feuchtezeit von Dezember bis Februar mit 90 bis 120 mm Monatsniederschlag.

## Verkehrsnetz
Falsuri liegt in einer Entfernung von einundzwanzig Straßenkilometern nordwestlich von Cochabamba, der Hauptstadt des Departamentos, und acht Kilometer nördlich von Quillacollo, dem Verwaltungssitz der Provinz, an der Avenida Santa Cruz, die als Nationalstraße Ruta 25 nach Norden in das Departamento La Paz führt.
Durch Cochabamba und Quillacollo führt die 1657 Kilometer lange Ruta 4, die ganz im Westen an der chilenischen Grenze bei Tambo Quemado beginnt. Sie führt quer durch das ganze Land über Quillacollo, Cochabamba und Villa Tunari nach Santa Cruz und endet im südöstlichen Teil des Landes an der Grenze zu Brasilien bei der Stadt Puerto Quijarro.

## Bevölkerung
Die Einwohnerzahl der Ortschaft ist im Jahrzehnt zwischen den letzten beiden Volkszählungen um etwa ein Drittel angestiegen:
| Jahr | Einwohner         | Quelle       |
| ---- | ----------------- | ------------ |
| 1992 | keine Detaildaten | Volkszählung |
| 2001 | 509               | Volkszählung |
| 2012 | 652               | Volkszählung |
| 2024 |                   | Volkszählung |

Die Region weist einen hohen Anteil an Quechua-Bevölkerung auf. Im Municipio Quillacollo sprechen trotz der großstädtischen Überformung 55,8 % der Bevölkerung Quechua.